# دراسات السلام والصراع

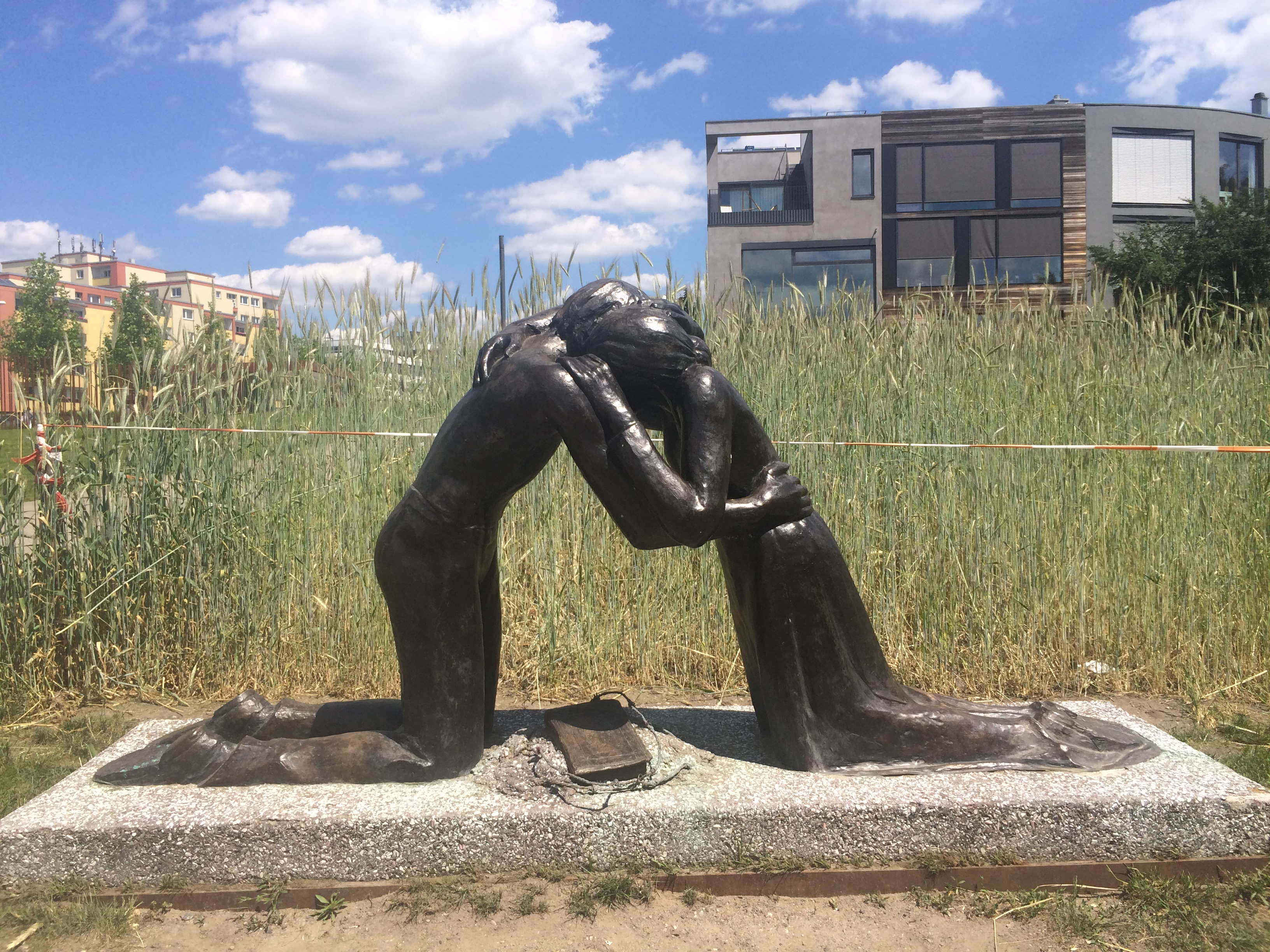
نسخة من النحت الذي تم تقديمه في البداية إلى قسم دراسات السلام بجامعة برادفورد ، والذي يقع أمام كنيسة المصالحة في الموقع السابق لجدار برلين

تقع دراسات السلام والصراع في دائرة العلوم الاجتماعية وتهتم في تحديد وتحليل السلوكيات العنيفة وغير العنيفة وكذلك الآليات الهيكلية التي تشهدها النزاعات (بما في ذلك النزاعات الاجتماعية) وتهدف إلى فهم تلك العمليات التي تؤدي إلى وضع بشري أفضل. هناك تباين في هذا الموضوع، حيث دراسات السلام هي عبارة عن محاولة من تخصصات متعددة تهدف إلى منع النزاعات ومنع تصعيدها وحلها بالوسائل السلمية، وبالتالي تسعى إلى تحقيق «الانتصار» لجميع الأطراف المشاركة في النزاع، وهذا على عكس الدراسات العسكرية، والتي تهدف إلى تحقيق الانتصار في النزاعات بأفضل الأساليب ولكن بوسائل عنيفة ترضي طرفاً واحداً أو مجموعة من الأطراف ولكن ليس جميع الأطراف المشتركة في النزاع. وتشمل هذه الدراسات مجموعة تخصصات مختلفة منها الفلسفة والعلوم السياسية والجغرافيا والاقتصاد وعلم النفس وعلم الاجتماع والعلاقات الدولية والتاريخ وعلم الإنسان والدراسات الدينية ودراسات النوع الاجتماعي ومجموعة متنوعة من المجالات الأخرى، وهناك تخصصات فرعية ذات الصلة، مثل اقتصاديات السلام، تابعة لدراسات السلام والصراع أيضاً.

## خلفية تاريخية
تعد دراسات السلام والصراع نشاطاً تربوياً، حيث ينقل المعلمون المعرفة إلى الطلاب، وتعد أيضاً نشاطاً بحثياً، حيث يخلق الباحثون معرفة جديدة حول مصادر الصراع، كما تستلزم دراسات السلام والصراع معرفة مفهوم السلام الذي يعرّف على أنه حالة سياسية تضمن العدالة والاستقرار الاجتماعي عبر الممارسات والقواعد والمؤسسات الرسمية وغير الرسمية.

### دراسات السلام والصراع كنشاط تربوي
جذبت دراسات السلام اهتمام الأكاديميون والطلاب في أعرق جامعات العالم فترة طويلة، وظهر اهتمام الطالب الأمريكي بدراسات سلام لأول مرة على شكل أندية في مختلف جامعات الولايات المتحدة في السنوات التي تلت الحرب الأهلية الأمريكية، وظهرت حركات مماثلة في السويد في السنوات الأخيرة من القرن التاسع عشر. وكان هناك مجموعات مناقشة أنشأها الطلاب وليست مقررات تعليمية رسمية مدرجة في مناهج الكلية.
كانت الحرب العالمية الأولى نقطة تحول في مواقف الغرب تجاه الحرب، حيث اقترح وودرو ويلسون «مبادئ ويلسون الأربعة عشر» الشهيرة لصنع السلام في مؤتمر باريس للسلام 1919، حيث اجتمع قادة فرنسا (جورج كليمنصو) وبريطانيا (ديفيد لويد جورج) والولايات المتحدة (وودرو ويلسون) لتقرير مستقبل أوروبا، وشملت مبادئ ويلسون على تقسيم الإمبراطوريات الأوروبية إلى دول قومية وتأسيس عصبة الأمم. كانت هذه الحركات التي تهدف إلى ضمان مستقبل سلمي هي الأساس لعدد من التطورات في ظهور دراسات السلام والنزاعات كتخصص أكاديمي، ولكنها أيضاً وضعت بذور الصراع في المستقبل كما أوضح جون كينز. تم تأسيس أول مقعد في العلاقات الدولية في جامعة أبيريستويث في ويلز عام 1919، والذي كان له دور جزئي في تعزيز قضية السلام.

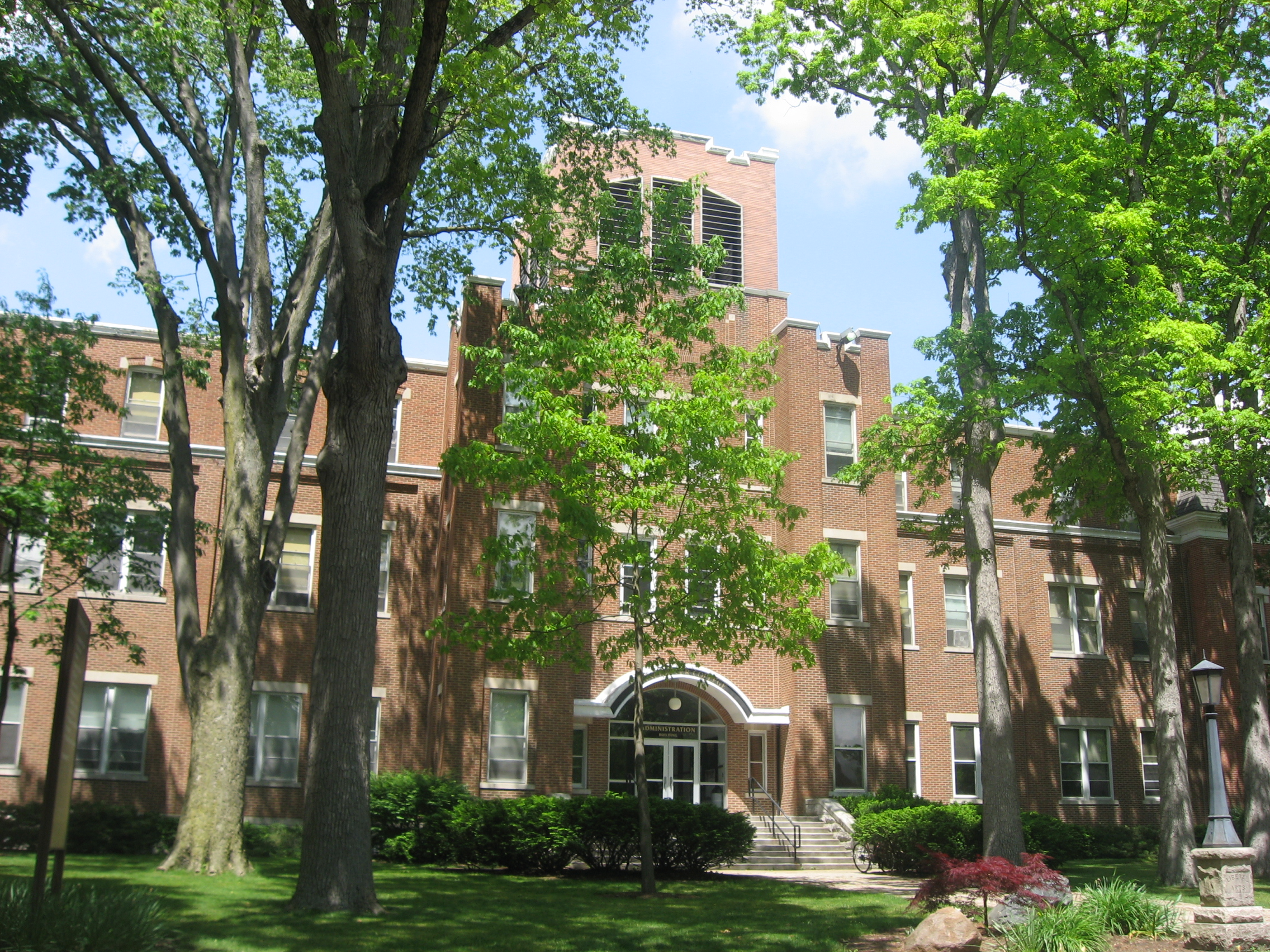
كانت كلية مانشستر في انديانا واحدة من أوائل المؤسسات التي تدرس تخصص دراسات السلام

بعد الحرب العالمية الثانية تم تأسيس منظومة الأمم المتحدة والتي كانت حافزاً إضافياً لظهور مناهج أكثر صرامتاً لدراسات السلام والصراع، وخلال هذه الفترة بدأ ظهور العديد من المقررات في جامعات التعليم العالي في جميع أنحاء العالم والتي تطرقت إلى قضايا السلام والحرب، وتم تطوير أول برنامج أكاديمي للطلاب الجامعيين في دراسات السلام في الولايات المتحدة عام 1948 بواسطة غلاديس موير في جامعة مانشستر، وهي كلية فنون ليبرالية تقع في نورث مانشستر، إنديانا . في أواخر الستينيات في الولايات المتحدة، ازداد اهتمام الطلاب في حرب فيتنام مما تطلب من المزيد من الجامعات تقديم مقررات حول السلام، سواء من خلال إنشاء تخصص منفصل لدراسات السلام أو كمقرر داخل تخصص ذو صلة. إن الأعمال الذي قام بها الأكاديميون، مثل يوهان غالتونغ وجون بيرتون، والمناقشات التي نُشِرَت في «مجلة أبحاث السلام» في الستينيات تعكس الاهتمام المتزايد والمكانة الأكاديمية لهذا المجال. وكان هناك ازدياد متسارع في عدد برامج دراسات السلام في جميع أنحاء العالم خلال الثمانينات، حيث ازداد اهتمام الطلاب حول احتمالات وقوع الحرب النووية. مع انتهاء الحرب الباردة، تحول تركيز مقررات دراسات السلام والصراع من الصراع الدولي
 إلى قضايا معقدة متعلقة بالعنف السياسي والأمن البشري والديمقراطية وحقوق الإنسان والعدالة الاجتماعية والرعاية الاجتماعية والتنمية وإنتاج أشكال مستدامة من السلام، وبدأ انتشار المنظمات والوكالات الدولية والمنظمات غير الحكومية الدولية مثل الأمم المتحدة ومنظمة الأمن والتعاون في أوروبا والاتحاد الأوروبي والبنك الدولي ومنظمة مجموعة الأزمات الدولية، ومنظمة التنبيه الدولي وغيرها.
نوقِشَت البرامج المتعلقة بالسلام الإيجابي في السياقات الأكاديمية الأوروبية على نطاق واسع في الستينات، . وبحلول منتصف التسعينيات تحول توجّه مناهج دراسات السلام في الولايات المتحدة من البحث والتعليم حول السلام السلبي ووقف العنف إلى والسلام الإيجابي والظروف التي تقضي على أسباب العنف. ونتيجة لذلك اتسعت المواضيع بشكل كبير. وبحلول عام 1994 تضمنت مراجعات مقررات دراسات السلام موضوعات مثل: «العلاقات بين الشمال والجنوب» ، «التنمية والديون والفقر العالم» ، «البيئة والنمو السكاني وندرة الموارد» ، «المنظورات النسوية حول السلام والنزعة العسكرية والعنف السياسي».
يوجد الآن إجماع عام بين العلماء من التخصصات ذات العلاقة بالعلوم الاجتماعية وكذلك بين العديد من صانعي السياسات المؤثرين حول العالم على أهمية دراسات السلام والصراع، ويتم الآن بحث دراسات السلام والصراع على نطاق واسع وتدريسها في عدد كبير ومتزايد من المؤسسات والأماكن، كما يصعب تقدير عدد الجامعات التي تقدم برنامج دراسات السلام والصراع لأن التخصص يدرس في أقسام مختلفة وبأسماء مختلفة، ولكن يتوفر قائمة موثوقة بتلك الجامعات على موقع الجمعية الدولية لبحوث السلام. يذكر تقرير صدر عام 2008 في مجلة إنترناشيونال هيرالد تريبيون أكثر من 400 برنامج لتدريس وبحث دراسات السلام والصراع، مشيراً بشكل خاص إلى «كليات العالم المتحد» و «معهد أبحاث السلام في أوسلو» و «جامعة جاماي الأول في كاستيلون دي لا بلانا، إسبانيا» و «جامعة مالمو السويدية» و «الجامعة الأمريكية» و «جامعة برادفورد» و «جامعة السلام في سيوداد كولون، كوستاريكا» و «جامعة جورج ماسون» ، وكذلك تدعم منظمة روتاري وجامعة الأمم المتحدة العديد من البرامج التعليمية والبحثية الأكاديمية الدولية ذات الصلة.
وجدت دراسة أجريت عام 1995 أن 136 كلية أمريكية تقدم برامج دراسات السلام: "46% من تلك الكليات متواجدة في مدارس أو جامعات مرتبطة بالكنيسة، و32% في جامعات حكومية كبيرة، و21% في كليات وجامعات خاصة غير مرتبطة بالكنيسة، و1% في كليات المجتمع.
يمكن العثور على برامج أخرى بارزة في جامعة مانيتوبا، وجامعة لانكستر، وجامعة هيروشيما، وجامعة إنسبروك، وجامعة جاماي الأول، وجامعة سيدني، وجامعة كوينزلاند. وأصبحت هذه البرامج شائعة الآن في المؤسسات الواقعة في مناطق الصراع ومناطق ما بعد الصراع والدول النامية.

### دراسات السلام والصراع كنشاط بحثي

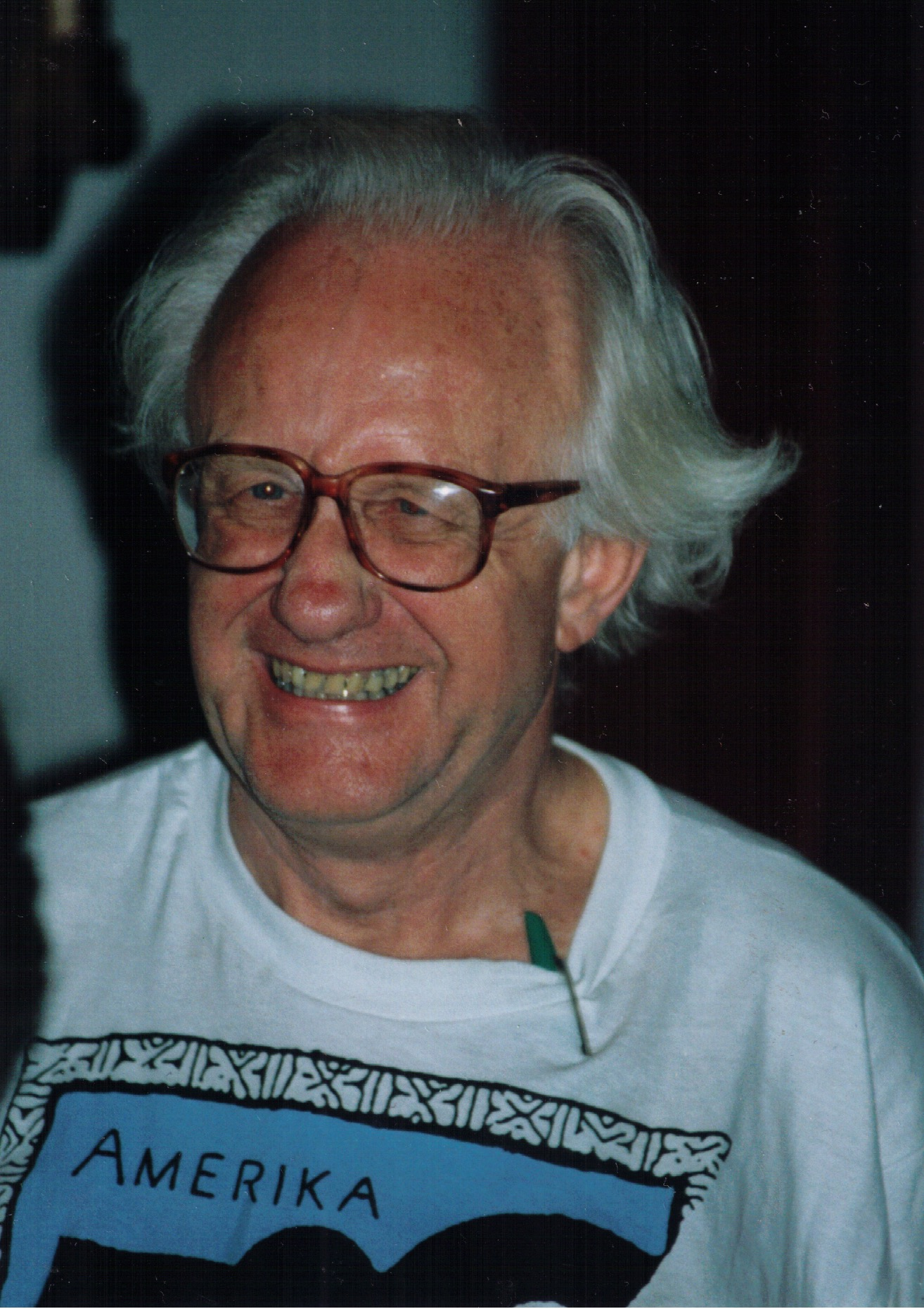
يعدّ الأكاديميّ النرويجيّ يوهان غالتونغ على نطاق واسع مؤسس دراسات السلام والصراع

لم تظهر دراسات السلام إلا في الخمسينيات والستينيات كتخصص أكاديمي بأدواته البحثية الخاصة، وكمجموعة متخصصة من المفاهيم، ومنتديات للمناقشة مثل المجلات والمؤتمرات، على الرغم من إدراك المفكرين مثل إيمانويل كانط أهمية السلام المركزية (انظر السلام الدائم)، منذ زمن بعيد. ظهرت العديد من معاهد الأبحاث منذ عام 1959، بالتزامن مع تأسيس معهد بحوث السلام أوسلو- بريو (مرتبط بجوهان غالتونغ).
اجتمع والتر إيزرد المؤسس الرئيسي للعلوم الإقليمية، مع مجموعة من العلماء في مالمو، في السويد في عام 1963، بهدف تأسيس رابطة بحوث السلام. شملت مجموعة الأعضاء الأصليين كينيث بولدينغ وأناتول رابوبورت. أصبحت هذه المجموعة جمعية علوم السلام، في عام 1973.
نُظر إلى علوم السلام كمسعى دولي متعدد التخصصات لتطوير مجموعة خاصة من المفاهيم والتقنيات والبيانات، لتحسين فهم الصراع وتخفيفه. يستخدم علم السلام التقنيات الكمية المطورة في الاقتصاد والعلوم السياسية، وخاصة نظرية اللعبة والاقتصاد القياسي، وهي تقنيات نادراً ما يستخدمها الباحثون في دراسات السلام. يضم موقع جمعية علوم السلام النسخة الثانية من مشروع «عوامل الحرب» ، وهي من أكثر مجموعات البيانات شهرة حول النزاع الدولي. تعقد الجمعية مؤتمراً سنوياً يحضره باحثون من جميع أنحاء العالم، وتنشر مجلتين علميتين: مجلة حل النزاعات، ومجلة إدارة النزاعات وعلوم السلام.
تشكلت الرابطة الدولية لبحوث السلام (آي بّي أر إيه) في مؤتمر نظمته جمعية الأصدقاء الدينية (الكويكرز) في كلارينس، في سويسرا في عام 1964، وكان يوهان غالتونغ ضمن اللجنة التنفيذية الأصلية. تعقد الرابطة مؤتمرا كل سنتين. تركز الأبحاث المقدمة في مؤتمراتها وفي منشوراتها عادة على النُهج المؤسسية والتاريخية، ونادرا ما توظف التقنيات الكمية.
تشكلت جمعية دراسات السلام والعدالة (بّي جاي إس إيه) في عام 2001، نتيجة اندماج منظمتين سابقتين. بّي جاي إس إيه هي إحدى الفروع التابعة لـ آي بّي أر إيه في أمريكا الشمالية، وتضم أعضاء من جميع أنحاء العالم، لكن معظمهم من الولايات المتحدة وكندا. تنشر بّي جاي إس إيه رسالة إخبارية منتظمة (وقائع السلام)، وتعقد مؤتمرات سنوية حول موضوعات تتعلق بمهمة المنظمة «لخلق عالم عادل وسلمي» من خلال البحث، والمنح الدراسية، والتربية (البيداغوجيا)، والعمل الناشط.
قدمت مجموعة الاستشراف الاستراتيجي في عام 2008، تقريرها عن آلية مبتكرة لإيجاد حل مستدام للصراعات في الشرق الأوسط. كما طورت حاصلًا جديدًا للتعاون في مجال المياه، وهو مقياس للتعاون النشط من قبل الدول المشاطئة في إدارة موارد المياه، باستخدام عشرة مقاييس تشمل الجوانب القانونية والسياسية والتقنية والبيئية والاقتصادية والمؤسسية.

## الأهداف المعيارية
تتمثل الأهداف المعيارية لدراسات السلام في تحويل الصراعات وحل النزاعات، من خلال آليات مثل حفظ السلام وبناء السلام (على سبيل المثال، التصدي لأوجه الفوارق في الحقوق والمؤسسات وتوزيع الثروة العالمية) وصنع السلام (مثل الوساطة وحل النزاعات). يقع حفظ السلام تحت مظلة السلام السلبي، في حين تنطوي الجهود المبذولة لتحقيق السلام الإيجابي على عناصر من بناء السلام وصنع السلام.